# 出击陇海路战役
出击陇海路戰役发生于1946年8月10日-21日。是第二次国共内战期间战略防御阶段初期，晋冀鲁豫野战军为牵制围攻中原解放区的国军，支援中原解放区的中原突围作战，对国军后方的陇海路一线进行的一次出击战役。

## 背景
1946年6月26日，国民革命军分四路大举围攻中原解放区，全面内战爆发。1946年7月30日，李先念等中共中央中原局领导人在商洛山区致电中共中央：“我们极盼晋冀鲁豫及陕甘宁边区，能即以有力的行动将孙震之第四十一军及胡宗南之第九十军、第七十六军拉牵在平汉及陇海两路，是我们能得到两个月的休息整顿与部署工作的时间。如此则豫鄂陕根据地之创造将可奠定一定基础。”中共中央明确表示“从各方面用各种方法援助你们”。8月9日中共中央致电刘伯承、邓小平、陈毅、粟裕：“国民党军有32个旅用于对付我军中原军，故我中原军负担极重，急需援助。如8月10日至9月10日一个月内，粟裕部在苏中，陈毅部在徐蚌线及其以东，刘邓部在汴徐线及豫东、淮北，能歼敌6至9个旅，则于大局有极大利益。一则蒋军向苏中、苏北之进攻必受挫折；二则新黄河受我军威胁。这两点均将迫使蒋介石从我中原方向抽调至少数个旅向东向北增援。如嗣后我军有更大胜利，中原军面前之蒋军被调向东、向北者必愈多，因而使我中原军能在陕南、豫西、川东、鄂西、鄂中、鄂东、皖西等七八处地方站住脚跟，即是战略上一大胜利。”
为策应中原和苏中战场的作战，晋冀鲁豫军区决定在开封、徐州间开辟战场，调动国军，求得在运动中消灭国军一部，牵制进攻中原和苏中的国军兵力，配合中原和苏中解放区的作战。

## 过程
8月10日起，晋冀鲁豫野战军展开攻势，分东西两路，向驻守在陇海沿线砀山至徐州段和开封至民权段的国军发起突然进攻。经过3天战斗，先后攻克砀山、兰封和杨集、柳河集等车站10余处，控制与破坏铁路300余公里，随后乘胜南下豫东，攻克杞县、通许。15日，争取了夏邑、永城、虞城联防总指挥蒋嘉宾率部5000余人倒戈。至21日，全歼柳河集以西地区国军整编五十五师一八一旅，连同保安团队共16000余人，缴获坦克十一辆，山炮三门，以及其他武器装备。此时国军调大军回救，晋冀鲁豫野战军遂于22日主动结束战役，并撤往陇海铁路以北区域休整

## 结果
此役之後陇海路交通线被截断，迫使国军将围攻中原解放军的3个整编师（整编第3师、整编第41师、整编第47师）和已投入及准备投入华东战场的第五军，整编第十一师调到冀鲁豫战场，有力的支援了中原解放军的作战。